# Мідзунамі

35°21′43″ пн. ш. 137°15′16″ сх. д. / 35.36194° пн. ш. 137.25444° сх. д.
Мідзуна́мі (яп. 瑞浪市, みずなみし, МФА: [mʲid͡zunamʲi ɕi̥]) — місто в Японії, в префектурі Ґіфу.

## Короткі відомості
Розташоване в південно-східній частині префектури, на березі річки Кісо. Виникло на основі постоялого містечка раннього нового часу на Середгірському шляху. Отримало статус міста 1 березня 1954 року. Основою економіки є харчова промисловість, гончарство, комерція. Традиційне ремесло — виробництво японської порцеляни, так званої «міноської кераміки». Станом на 1 квітня 2009 площа міста становила 175,00 км².

## Демографія
За даними японського перепису населення, чисельність населення досягла піка приблизно у 2000 році та відтоді зменшувалася. Станом на 1 липня 2011 населення міста становило 40 032 осіб.